# Giran-myeon
Giran-myeon (koreanska: 길안면) är en socken i kommunen Andong i provinsen Norra Gyeongsang i den centrala delen av Sydkorea, 220 km sydost om huvudstaden Seoul.